# Idre Fjällmaraton
Idre Fjällmaraton är ett löplopp med start och mål på Idre Fjäll i norra Dalarna. Idre Fjällmaraton arrangerades för första gången den 25 augusti 2018 och lockade 902 löpare till start. I premiärupplagan kunde deltagarna välja mellan tre olika distanser, 12 km, 28 km och 45 km. De två längre distanserna går delvis i Städjan-Nipfjällets naturreservat. Loppets tre distanser är döpta med djurnamn, 12 km - Vargens Stig, 28 km - Björnens Stig, 45 km - Renens Stig. Till 2021 års lopp utökades loppet med en distans över 84 km - Järvens Stig med start vid Långfjällets naturreservat vid Lövåsgården. Idre Fjällmaraton genomförs årligen under augusti månad. År 2020 tvingades dock loppet ställa in på grund av Coronavirusutbrottet 2020–2021 i Sverige. 
Idre Fjällmaraton arrangeras i Sveriges sydligaste renbetesfjäll. Här verkar Idre sameby med dess renägare.

## Spektakulära platser längs banan
Städjan

## Arrangör
Loppet arrangeras av företaget Trailrunning Sweden.

## Distanser
- 12 km - 300 höjdmeter
- 28 km - 900 höjdmeter
- 45 km - 1400 höjdmeter

## Antal anmälda deltagare
- 2018 - 902
- 2019 - 1581
- 2020 - inställt
- 2021 - 3037

## Vinnare i Idre Fjällmaraton

### 2018

#### 45 km
- Herrar: Fredrik Bakkman 3:30:49
- Damer: Johanna Bygdell 4:23:43

#### 28 km
- Herrar: Simon Andersson 2:03:33
- Damer: Amanda Nilsson 2:28:37

#### 12 km
- Herrar: Lukas Bohman 57:06
- Damer: Lina Strand 51:35

### 2019

#### 45 km
Herrar: Robbin Kantarp 3:49:08
- Damer: Karin Nilsson 4:24:33

#### 28 km
- Herrar: Isac von Krusenstierna 2:00:45
- Damer: Sofia Byhlinder 2:29:19

#### 12 km
- Herrar: Mikael Andersson 48:44
- Damer: Sandra Eltschkner 53:08

### 2020
Loppet ställdes in på grund av pandemi.

### 2021

#### 84 km
- Herrar: Julius Strömberg 8:01:31
- Damer: Johanna Bygdell 9:21:29

#### 45 km
- Herrar: Sebastian Ljungdahl 3:33:17
- Damer: Ebba Ganslandt 4:11:22

#### 28 km
- Herrar: David Nilsson (friidrottare) 1:59:43
- Damer: Elin Andersson 2:38:20

#### 12 km
- Herrar: Felix Davidsson Berndtsson 58:07
- Damer: Filippa Ramberg 1:00:29